# Nujeen Mustafa
Nujeen Mustafa (Kobane, Síria, 2001) és una noia coneguda per haver viatjat amb cadira de rodes 5.782 quilòmetres des d'Alep a Wesseling, a prop de Colònia (Alemanya). La paràlisi cerebral no va impedir que dugués a terme el viatge per fugir dels atacs de l'ISIS.
És una noia kurda, el seu pare tenia un ramat d'ovelles i cabres a Kobane, però per una disputa es van traslladar a Manbij, on les germanes de Nujeen van poder anar a l'escola. Es van instal·lar a una quarta planta d'un edifici, on Nujeen es passava el dia veient sèries americanes, documentals de National Geographic i programes d'història, cosa que li va permetre aprendre anglès. En fer el viatge van anar amb diversos mitjans de transport que mai havia utilitzat com el ferri, l'autobús, l'avió i el tren. Durant el viatge va recopilar molta informació i va explicar a d'altres persones la importància de tenir telèfon mòbil i de gestionar bé els diners durant els trajectes.
En fer el viatge, els pares es van quedar a Gaziantep, perquè es consideraven massa grans per viatjar. Gràcies als seus coneixements d'anglès va fer de traductora en el viatge que va dur la seva família per Turquia, Grècia i l'Europa de l'Est. Això també li va permetre atendre diverses entrevistes durant el seu viatge. A Alemanya va aprendre alemany i va començar a jugar a bàsquet amb la cadira de rodes.